# Оравац
Оравац је насељено мјесто у Лици. Припада општини Плитвичка Језера, у Личко-сењској жупанији, Република Хрватска.

## Географија
Оравац је удаљен око 3,5 км јужно од Коренице.

## Историја
Оравац се од распада Југославије до августа 1995. године налазио у Републици Српској Крајини. До територијалне реорганизације у Хрватској насеље се налазило у саставу бивше велике општине Кореница.

## Становништво
Према попису из 1991. године, насеље Оравац је имало 71 становника, међу којима је било 69 Срба, 1 Југословен и 1 остали. Према попису становништва из 2001. године, Оравац је имао 47 становника. Према попису становништва из 2011. године, насеље Оравац је имало 23 становника.
| Националност       | 1991. | 1981. | 1971. | 1961. |
| Срби               | 69    | 84    | 96    | 115   |
| Југословени        | 1     | 1     |       |       |
| остали и непознато | 1     |       |       |       |
| Укупно             | 71    | 86    | 96    | 115   |

| Демографија | Демографија | Демографија |
| Година      | Становника  | Становника  |
| ----------- | ----------- | ----------- |
| 1961.       | 115         |             |
| 1971.       | 96          |             |
| 1981.       | 86          |             |
| 1991.       | 71          |             |
| 2001.       | 47          |             |
| 2011.       |             | 23          |